# 拉皮爾 (堪薩斯州)
拉皮爾（英語：Lapeer）是位於美國堪薩斯州道格拉斯縣的一個鬼鎮。

## 歷史
拉皮爾的郵政局於1855年設立，直到1902年結束營運。